# Drohiczyn Miasto
Drohiczyn Miasto (biał. Драгічын-Горад, ros. Дрогичин-Город) – przystanek kolejowy w miejscowości Drohiczyn, w rejonie drohiczyńskim, w obwodzie brzeskim, na Białorusi. Leży na linii Homel - Łuniniec - Żabinka.
Przystanek istniał przed II wojną światową. Nosił wówczas tę samą nazwę.